# ペルー地震 (2018年)
ペルー地震（ペルーじしん）は、ペルー時間 2018年1月14日04:18:45 (09:48:45 UTC) に発生した地震である。マグニチュードは7.1で、メルカリ震度階級における最大震度はVII (非常に強い)であった。この地震は、ナスカプレートと南アメリカプレートとの収束型境界で発生した。

## 被害
この地震により、1人が落石により死亡、65人以上の負傷者が報告されている。63棟のアドベ家屋の損壊が報告されている。津波警報が出されたが、のちに撤回された。